# Аккарди, Анджело
Анджело Аккарди (1964) — итальянский художник.

## Биография
Родился в 1964 году в Сапри (Кампания). Аккарди переехал в Неаполь чтобы изучать искусство в Академии изящных искусств Неаполя,
но не завершил свое образование, так как принял решение открыть свое ателье в начале 1990-х годов.
Раннее творчество художника было сосредоточено на человеческой фигуре и абстракции. К концу 80-х годов он переключил свое внимание на мраморную скульптуру, черпая вдохновение из классики греческого и римского искусства. В начале 1990-х годов Аккарди начал включать в свои картины социальные темы.
В 2006 году Аккарди присоединился к авангардной группе «Тантарте » и выставил свои работы в Шанхае.
В 2011 году его работы получили высокую оценку историка искусства Марко Валларо, который выбрал его для участия в 54-й Венецианской
биеннале.
В 2018 году работа Аккарди Misplaced была выставлена на выставке Eden Fine Art Mayfair в Лондоне.
Галерея Eden занимается распространением работ Аккарди по всему миру, а с 2021 года художник сотрудничает с художественной галереей Деодато
в Италии. В 2022 году его работа Nonsense Makes Sense была выставлена в художественной галерее Деодато.

## Творчество
Художественный стиль Аккарди характеризуется сочетанием сюрреалистических и реалистических элементов с упором на
повествование и множество интерпретаций. Его картины часто включают элементы работ таких художников, как Климт, Пикассо и Рой Лихтенштейн.Художник сочетает эти классические отсылки с фигурами современной популярной культуры, включая персонажей из Миньонов и Симпсонов Мэтта Грёнинга.
В начале своей карьеры на творчество Аккарди повлияло то, что он называет итальянской традицией «фигуры», которая выделяет человеческую форму, а также изобразительные и символические элементы. Его коллекции Human Collection, Misplaced и Blend, отражают его интерес к взаимодействию между людьми, космосом и обществом.